# Ce garçon
Albums de Travis Bürki
La luge
(2004) Travis Bürki
(2011)
Ce garçon est le troisième album de Travis Bürki. Sortie physique le 22 février 2008 et sortie numérique le 29 janvier 2008. Édité par Universal Music Publishing et distribué par Anticrat en France et Disques Office en Suisse, cet album marque l'avènement du poétisme musical.
Cet album inclut la participation du groupe pop/folk Syd Matters ("Ce garçon"), ainsi que de l'humoriste François Rollin ("Les Fleurs").

## Titres
Toutes les chansons sont écrites et composées par Travis Bürki.
| No  | Titre          | Durée |
| --- | -------------- | ----- |
| 1.  | Ce garçon      | 3:37  |
| 2.  | Ton potentiel  | 2:55  |
| 3.  | Les inquiets   | 3:54  |
| 4.  | Lausanne-Paris | 3:36  |
| 5.  | L'orgasme      | 4:08  |
| 6.  | L'invisible    | 3:50  |
| 7.  | Les fleurs     | 4:22  |
| 8.  | Daphné         | 2:35  |
| 9.  | La femme océan | 5:02  |
| 10. | Ébloui         | 4:04  |
| 11. | Feng shui      | 4:06  |
| 12. | Dans un vagin  | 4:14  |